# حشره‌خوار لامولات
 حشره‌خوار لامولات (نام علمی: Chodsigoa lamula) نام یک گونه از زیرخانواده حشره‌خوارهای دندان‌سرخ است.